# لاي محمد
لاي محمد (بالإنجليزية: Lai Mohammed)‏ هو محامي وسياسي نيجيري، ولد في 6 ديسمبر 1951. نشط حزبياً في مؤتمر الجميع التقدميين النيجيري.